# Tigridae (título cardenalicio)
Tigridae fue un título cardenalicio de la Iglesia católica, instituido por el papa Alejandro I alrededor de 112. El título aparece en la lista del Concilio de Roma de 499. Fue suprimido, alrededor de 590 - 600 por el papa Gregorio Magno que lo reemplazó por el de San Sixto. Según Kirsch, es el mismo título que en Concilio de Roma de 595 aparece con el nombre de Santa Balbina

## Titulares
- Romano (494)

- Datos: Q3991300